# Yashichirō Takahashi
Yashichiro Takahashi (高橋弥七郎?, Takahashi Yashichirō; ...) è uno scrittore giapponese.
È principalmente conosciuto per la sua creazione della serie Shakugan No Shana, che è stata adattata per la radio, i manga, gli anime e i videogiochi. Oltre a tutto questo è stata anche adattata in un film nell'aprile 2002. Takahashi ha scritto, inoltre, altre serie intitolate A/B Extreme, con le quali ha vinto una menzione ad onore nell'ottavo Dengeki Novel Prize.
La gran parte dei suoi lavori include dei riferimenti al tokusatsu Choukou Senshi Changèrion (超光戦士シャンゼリオン, Choukou Senshi Changèrion).

## Lavori

### SerieA/B Extreme
- A/B Extreme - CASE-314 Emperor
- A/B Extreme - Mask of Nicolaus
- A/B Extreme - Dream of Abraxas

### SerieShakugan no Shana
- Shakugan no Shana
- Shakugan no Shana II
- Shakugan no Shana III

### Altri
- Bokusatsu tenshi Dokuro-chan (scrittura collettiva)